# Slaget ved North Anna
Slaget ved North Anna blev udkæmpet fra den 23. maj – 26. maj 1864, som led generalløjtnant Ulysses S. Grant's Overland kampagne mod Sydstaternes general Robert E. Lee's Army of Northern Virginia. Det blev udkæmpet i det centrale Virginia som små træfninger på en række steder frem for et regulært slag mellem hærene, så en række mindre træfninger har fået egne navne: Telegraph Road Bridge og Jericho Mill (træfninger den 23. maj); Ox Ford, Quarles Mill og Hanover Junction (24. maj).

## Baggrund
Efter kampene i Slaget ved Spotsylvania Court House sendte Grant om aftenen den 20. maj 1864 II Korps under generalmajor Winfield S. Hancock fra Spotsylvania til Milford Station, hvor han skulle tage opstilling på den vestlige bred af Mattaponifloden og angribe de konfødererede hvor han mødte dem. Grant håbede på at Lee ville bide på maddingen med et enkelt isoleret korps og angribe det, og dermed komme ud i åbent terræn hvor han kunne angribe Lee.
Unions kavaleri under brigadegeneral Alfred Torbert drev en lille styrke konfødereret infanteri væk fra Milford Station. Konfødereret kavaleri under generalmajor Wade Hampton advarede general Lee om denne manøvre. Lee indså, at det kun var begyndelsen på endnu et forsøg fra Unionens side på at komme rundt om hans højre flanke og komme mellem ham og Richmond. Han begyndte at flytte sine tropper til den sydlige bred af Po floden, men da de resterende Unionsstyrker — V Korps (ACW) under generalmajor Gouverneur K. Warren, IX Korps under generalmajor Ambrose E. Burnside (som nu var tilknyttet Army of the Potomac under direkte kommando af generalmajor George G. Meade) og VI Korps under generalmajor Horatio G. Wright—trak sig tilbage fra Spotsylvania den 21. maj, beordrede Lee en tilbagetrækning sydpå til North Anna floden. Grant's plan om at indfange Lee var gået i vasken, først og fremmest fordi Grant blev nervøs over at efterlade Hancock for sig selv, og han flyttede hæren mod sydøst for forenes med Hancock inden Lee kunne slå til.

## Slaget
Lees hær ankom til North Anna den 22. maj. For første gang i kampagnen fik han betydelige forstærkninger herunder generalmajor George E. Pickett's division fra forsvaret af James River mod den ineffektive generalmajor Benjamin F. Butler samt generalmajor John C. Breckinridge's styrke fra Shenandoah, alt i alt omkring 9.000 mand. Mens dette var en positiv udvikling blev den opvejet af dårligt nyt for Army of Northern Virginia. Mange af den højtrangerende ledere var ude af kampen: Generalløjtnant A.P. Hill, som var blevet syg af en ukendt sygdom under Slaget ved the Wilderness kom tilbage til tjeneste, men var stadig syg, generalløjtnant Richard S. Ewell var udmattet efter sine prøvelser ved Spotsylvania. Generalløjtnant James Longstreet var blevet såret under Slaget ved the Wilderness og Lee selv havde pludseig fået et invaliderende anfald af diarré. Den eneste korpskommandør, som var klar til tjeneste var generalmajor Richard H. Anderson, som havde kommandoen over Første Korps, men han var først for nylig blevet forfremmet som følge af at Longstreet var blevet såret, og var stadig ikke erfaren med at lede på korpsniveau.
De konfødereres stilling var dygtigt placeret bag dvs. syd for de stejle bredder af North Anna og veludstyret med jordabejder. Det var en 8 km lang linje, som formede et omvendt "V" – somme tider kaldet grise-tryne-linjen med toppen ved floden ved vadesteddet Ox Ford, den eneste overgang over floden, som kunne forsvares i hele området. På den vestlige side, som strakte stillingen sig sydpå til New Market lå A.P. Hills Korps. På den østlige side lå Anderson og Ewell, den sidste så langt mod sydøst som Hanover Junction.
Army of the Potomac ankom til North Anna den 23. maj. Warren begyndte at krydse floden ved det ikke forsvarede Jericho Mill, nordvest for Ox Ford, men kl. 18 angreb A.P. Hill i et forsøg på at drive V Korps i floden. Hans angreb var klodset og lykkedes ikke, og Warren kunne let overskride floden og forskansede sig direkte foran Hills linje. Lee var rasende på Hill over hans ukoncentrerede angreb. Hvis Hill havde angrebet med hele sit korps under overskridelsen af floden kunne Warren måske have været besejret. "Hvorfor gjorde du ikke som (Stonewall) Jackson ville have gjort – kastet hele din styrke mod disse folk og drevet dem tilbage?"
Den 24. maj angreb Hancocks II Korps ved Chesterfield Bridge, øst for Ox Ford, krydsede floden og placerede sit korps overfor Anderson og Ewell. Burnsides IX Korps var i centrum. Hans IX Korps forsøgte at krydse floden ved Quarles Mill, mellem Ox Ford og Jericho Mill, men modstanden var hård, og Burnside opgav forsøget og blev nord for floden ved toppen af V-et.
For første gang indså Grant at Lee havde udmanøvreret ham. Hans hær var blevet rykket frem så hurtigt at det var blevet brudt op i tre vidt adskilte dele, som omringede V-et. Hvis en enhed skulle flyttes fra den ene flanke til den anden måtte den overskride North Anna to gange. Lee kunne angribe i begge retninger og overvælde enten Hancock eller Warren, uden at den anden kunne komme til hjælp i tide. Den mest oplagte kandidat til at blive angrebet var Hancocks II Korps mod øst. Imidlertid betød Lees sygdom at han lå på ryggen i sit telt det meste af tiden, og da han manglede dygtige underordnede var han ikke i stand til at stille et aggressivt angreb på benene mod hverken det ene eller andet korps.
Grant testede en kort overgang den konfødererede linje og overvejede en dobbelt indkredsning, men erkendte at forsvaret var for stærkt. Han besluttede ikke at angribe og der var kun spredt skydning mellem forposterne den 25. og 26. maj. Grant beordrede brigadegeneral James H. Wilsons kavaleridivision til at krydse floden og rykke vestpå i et forsøg på at narre Lee til at trop at Unionshæren var i gang med at omslutte den konfødererede hærs venstre flanke. Kavaleriet ødelagde strækninger af Virginia Central Railroad under deres manøvre, men havde ingen større kontakt med fjenden. Efter mørkets frembrud den 26. maj trak Grant sig tilbage for at rykke 30 km mod sydøst til den vigtige korsvej ved Cold Harbor. Han var opmuntret af sin fremgang mod Lee og skrev til sin stabschef generalmajor Henry W. Halleck, i Washington D.C.:
| Citat | Lees hær er slået. Det viser de fanger vi nu tager, og hans hærs handlinger viser det så man ikke kan tage fejl. Et slag med dem ude af befæstningerne kan ikke opnås. Jeg kan tage fejl, men jeg føler at vores succes overfor Lee allerede er sikker. | Citat |
|       | |       |

## Efterspil
Grants optimisne og hans tøven overfor at angribe stærke forsvarslinier ville blive alvorligt testet i det kommande slag, Slaget ved Cold Harbor. I mellemtiden havde North Anna vist sig at være en relativt mindre sag, når man sammenligner med andre slag i borgerkrigen. Unionens tab over de fire dage var 186 dræbte, 792 sårede, 165 savnede eller fangne i alt 1.143. De konfødererede tab blev ikke opgjort, men i betragtning af den blodige kamp mellem A.P. Hill og Warren, er det sandsynligt at de led tab på omkring 2.000.

## Eksterne links
- West Point Atlas kort over Overland kampagnen og slaget ved North Anna Arkiveret 11. oktober 2006 hos  Wayback Machine
- Animeret historie om Overland komapgnen herunder slaget ved North Anna Arkiveret 30. april 2008 hos  Wayback Machine